# Rosa giraldii
Rosa giraldii är en rosväxtart som beskrevs av Crép.. Rosa giraldii ingår i släktet rosor, och familjen rosväxter.

## Underarter
Arten delas in i följande underarter:
- R. g. bidentata
- R. g. venulosa

## Bildgalleri

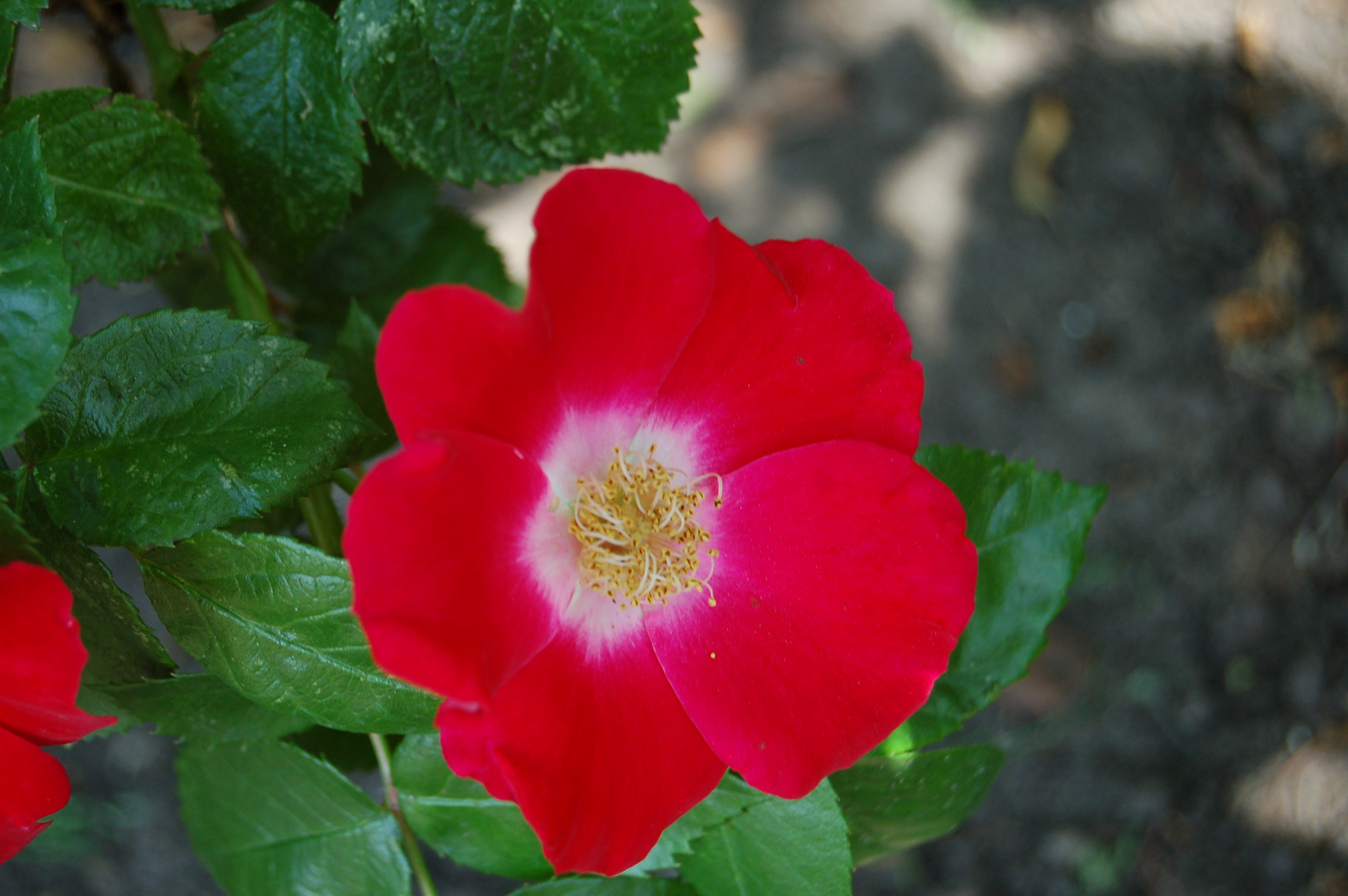